# Bulbophyllum exiguiflorum
Bulbophyllum exiguiflorum är en orkidéart som beskrevs av Rudolf Schlechter. Bulbophyllum exiguiflorum ingår i släktet Bulbophyllum och familjen orkidéer. Inga underarter finns listade i Catalogue of Life.